# 相澤いくえ
相澤 いくえ（あいざわ いくえ、1993年8月30日 - ）は日本の漫画家。宮城県出身。代表作は『モディリアーニにお願い』。

## 来歴
2012年、3月に仙台大学付属明成高等学校普通科デザインアートコースを卒業。
2014年、6月に『ひろしの話』で第74回小学館新人コミック大賞の青年部門で佳作を受賞。　同年12月発売の『ビッグコミック増刊号』（小学館）2014年12月17日号より『モディリアーニにお願い』の連載を開始。同作でデビュー。
2015年、3月に東北生活文化大学生活美術学科を卒業し、上京。
2019年3月発売の『まんがタウン』（双葉社）2019年4月号より『珈琲と猫の隠れ家』の連載を開始。
2020年9月発売の『まんがタウン』2020年10月号より『君と銀木犀に』の連載を開始。
2020年11月発売の『ヤングアニマルZERO』（白泉社）2020年12月1日増刊号より『カペラの眩光』の連載を開始。

## 人物

### デビューまで
子供のころから絵を描くことが好きで、漫画家に憧れていたという。大学3年の時に指に腫瘍ができたため、手術をすることになったことを機に、小学館新人コミック大賞に応募。大学在学中に漫画家としてデビューした。

### 制作について
『モディリアーニにお願い』ではスクリーントーンやデジタル機器などを使わずに、すべて相澤が手描きで描いている。

### 猫について
猫が好きで、小学生の時から実家で4匹の猫を飼っている。猫を飼い始めたきっかけは、相澤の父親が職場で生まれた猫を連れ帰ったことであり、4匹まで増えたのだという。相澤は「物心ついたなって瞬間」や「猫の後ろ足のふくらはぎみたいなところ」が可愛いと語っている。

## 作品リスト

### 連載
- モディリアーニにお願い（『ビッグコミック増刊号』2014年12月17日号 - 2020年12月17日号[10]、全5巻）
- 珈琲と猫の隠れ家（『まんがタウン』2019年4月号[6] - 2020年5月号、全1巻[11]）
- 君と銀木犀に（『まんがタウン』2020年10月号[7] - 2021年12月号、全1巻）
- カペラの眩光（『ヤングアニマルZERO』2020年12月1日増刊号[8] - 2022年2月1日号[12]→連載終了[13]、既刊1巻）
- 恐竜とカッパのいる図書室（『まんがタウン』2022年8月号[14] - 2024年1月号[15]、全1巻）

### 読み切り
- のらちゃんといっしょ（『ねこだのみ』12号[16]、2016年）
- ゴーギャンさんの椅子（『ビッグコミックオリジナル』2017年12号）
- アキレア降る世界で（『ビッグコミックオリジナル』2020年5号）
- ガラスの箱庭（『ビッグコミックオリジナル』2020年12号）
- ミモザハーバリウム（『ビッグコミックオリジナル』2021年12号・13号）
- それでも猫が好き（『まんがタウン』2022年3月号）

### アンソロジー
- コミティア2020支援アンソロジー"continue"（2020年9月21日発売[17]）

## その他
- 私の好きなしんちゃん映画（『まんがタウン』2018年7月号[18]） - 好きな映画クレヨンしんちゃんシリーズを語る特集企画[18]
- 悪い男特集（『ダ・ヴィンチ』2019年7月号[19]） - 悪い男のイラスト[19]